# Vjekoslav Afrić
Vjekoslav Afrić (illa de Hvar (Àustria-Hongria, actualment a Croàcia, 26 d'agost de 1906 - Split, República Socialista de Croàcia, Iugoslàvia) 28 de juliol de 1980 va ser un actor, director de cinema i guionista iugoslau.

## Biografia
Abans de la Segona Guerra Mundial, Vjekoslav Afrić va treballar com a actor al Teatre Nacional Croat a Split. Durant la guerra, va lluitar a les files dels Partisans. Va escriure i va dirigir el primer llargmetratge de ficció de postguerra del país, Slavica, que continua sent una pel·lícula d'antologia.
De 1947 a 1949, va ensenyar a l'Escola de Cinema a Belgrad i va ser-ne rector de 1963 a 1965. Després va ensenyar i va ser director de l'Acadèmia d'Art Dramàtic de Belgrad.
Vjekoslav Afrić a viure fins al final de la seva vida a Tribunj prop de la ciutat de Šibenik.

## Filmografia

### Director i guionista
- 1947 : Slavica
- 1949 : Barba Žvane
- 1952 : Hoja! Lero!

### Actor
- 1946 : V gorakh Yugoslavii : Ivo / Djeneral Draza Mihajlovic
- 1951 : Major Bauk : Ucitelj
- 1963 : Operacija Ticijan : Ugo Bonacic
- 1963 : Dani